# Qarah Bāghlū (ort i Östazarbaijan)
Qarah Bāghlū (persiska: قَرَه وانلو, قره باغلو, Qarah Vānlū, Qareh Dāghlū) är en ort i Iran.   Den ligger i provinsen Östazarbaijan, i den nordvästra delen av landet, 500 km nordväst om huvudstaden Teheran. Qarah Bāghlū ligger 657 meter över havet och antalet invånare är 561.
Terrängen runt Qarah Bāghlū är huvudsakligen kuperad, men den allra närmaste omgivningen är platt. Terrängen runt Qarah Bāghlū sluttar norrut. Runt Qarah Bāghlū är det ganska glesbefolkat, med 31 invånare per kvadratkilometer. Närmaste större samhälle är Abīsh Aḩmad, 6,8 km söder om Qarah Bāghlū. Trakten runt Qarah Bāghlū består till största delen av jordbruksmark.